# Automobiles Favier
Automobiles Favier war ein französischer Hersteller von Automobilen.

## Unternehmensgeschichte
Das Unternehmen wurde in den 1920er Jahren in Tullins als Automobilwerkstatt gegründet. 1924 begann die Produktion von Automobilen. Der Markenname lautete Favier. 1930 endete die Produktion. Insgesamt entstanden nur wenige Fahrzeuge.

## Fahrzeuge
Das einzige Modell F 14 war ein Kleinwagen. Ein Vierzylindermotor von Chapuis-Dornier trieb die Fahrzeuge an. Für die Federung sorgten vorne und hinten Blattfedern. Die Karosserie war offen. Als Markenzeichen diente eine Raute, in der in Großbuchstaben der Markenname stand.